# Jonathan Samuel Kent
Jonathan Samuel "Jon" Kent é um personagem fictício da DC Comics. Criado por Dan Jurgens, o personagem apareceu pela primeira vez em Convergência: Superman #2 (julho de 2015 nos Estados Unidos e março de 2016 no Brasil), sendo o filho de Superman/Clark Kent e Lois Lane, e é o mais recente personagem no Universo DC a adotar o nome de Superboy.

## Publicações
O personagem foi criado pelo roteirista/artista Dan Jurgens e apareceu pela primeira vez no evento Convergence da DC na minissérie Convergence: Superman #2 (julho de 2015). Metade kryptoniano e metade humano, Jon é o filho de Superman/Clark Kent e Lois Lane, e o primeiro filho do casal no cânone da DC Comics. Seus pais o nomearam em homenagem a seus avós, Jonathan Kent e Samuel Lane. Sobre o personagem, Dan Jurgens disse: "A maneira como eu o descrevo é que ele se parece com Clark, mas tem a atitude explosiva e curiosa de Lois." Jurgens também explica: "Muitas pessoas podem esperar que Jon seja parecido com seu pai mais jovem, mas seria um pequeno erro. Seus pais não são Jonathan e Martha Kent. São Lois e Clark. Eles são pessoas diferentes com maneiras diferentes de cuidar dos filhos."
Após Convergence, ele apareceu na série de quadrinhos Superman: Lois and Clark, como uma criança que começa a desenvolver seus próprios superpoderes. Em Renascimento, de 2016, Jon aparece com seus pais em Action Comics e Superman, quando seu pai se tornou o novo Superman na DC Comics. As origens de Jon são reconstituídas no arco de história "Superman Reborn". Na história de quatro partes, duas versões diferentes de Superman e Lois Lane (Os Novos 52 e Pós-Crise) são fundidas em uma versão completa, criando um novo Universo DC e uma nova história de origem para Jon.
Jon é o personagem mais recente da DC Comics a assumir o manto de Superboy. Ele foi oficialmente apresentado como Superboy em Superman vol. 4 # 6 (novembro de 2016). Ele coestrela com Damian Wayne nos quadrinhos Superfilhos como Superboy e Robin. Em 2019, o personagem se juntou à Legião de Super-Heróis no século XXXI e apareceu na série de quadrinhos Legião de Super-Heróis, do roteirista Brian Michael Bendis e do artista Ryan Sook.
Em julho de 2021, Jon começou a estrelar como protagonista da série de quadrinhos Superman: Son of Kal-El, que substituiu o título mensal Superman. A série apresenta Jon protegendo a Terra como o novo Homem de Aço no Universo DC. Em outubro de 2021, a DC Comics revelou que o personagem é bissexual e que iniciará um relacionamento romântico com um amigo, Jay Nakamura. Sobre a decisão criativa, o roteirista da série Tom Taylor disse: "Não é um truque. Quando me ofereceram este trabalho, pensei: 'Bem, se vamos ter um novo Superman para o Universo DC, parece como uma oportunidade perdida de ter outro salvador branco e heterossexual. Então, bem, isso não tem tudo a ver com eles. E há uma razão para isso é que isso virá na edição cinco e não na edição um. Não queríamos que isso fosse 'DC Comics cria um novo Superman queer', nós queremos que isso seja 'Superman se encontra, se torna Superman e então se assume.' E eu acho que há uma distinção muito importante aqui." Taylor também afirmou: "Eu sempre disse que todos precisam de heróis e todos merecem se ver em seus heróis e estou muito grato à DC e à Warner Bros. por compartilhar esta ideia. O símbolo do Superman sempre representou esperança, verdade e justiça. Hoje, esse símbolo representa algo mais. Hoje, mais pessoas podem se ver no super-herói mais poderoso dos quadrinhos."